# Wollmakis

Das Verbreitungsgebiet der Wollmakis in Madagaskar

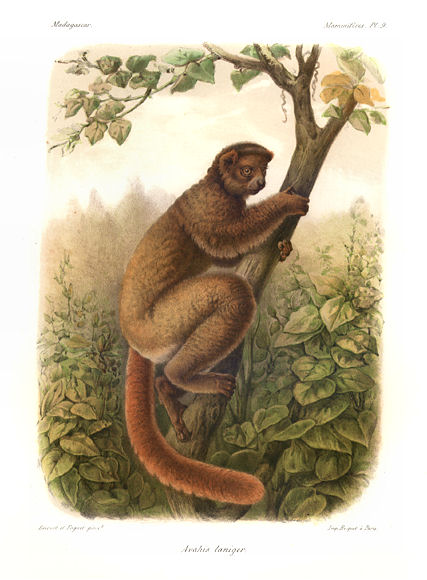
Östlicher Wollmaki, Bild von Alfred Grandidier

Die Wollmakis (Avahi) sind eine Primatengattung aus der Familie der Indriartigen (Indriidae) innerhalb der Lemuren (Lemuriformes). Es sind kleine, nachtaktive Tiere, die in Familiengruppen leben und sich vorwiegend von Blättern ernähren. Es werden neun Arten unterschieden.

## Merkmale
Wollmakis erreichen eine Kopfrumpflänge von 25 bis 30 Zentimetern, der Schwanz misst 30 bis 37 Zentimeter und ihr Gewicht beträgt 0,6 bis 1,6 Kilogramm. Benannt sind sie nach dem dichten, wolligen Fell. Dieses ist an der Oberseite rotbraun bis graubraun und an der Unterseite meist hellgrau gefärbt. Der Schwanz ist meist rötlicher als der Rumpf und die Innenseite der Schenkel ist weißlich. Die Hinterbeine sind deutlich länger als die Vorderbeine. Der Kopf ist rundlich, die Schnauze ist kurz. Das Gesicht ist mit kurzen Haaren bedeckt, die durch die Form und manchmal auch durch die Färbung mit dem übrigen Fell kontrastieren und so für ein maskenartigen Aussehen sorgen. Die Augen sind groß, rundlich und oft mit dunklen Augenringen umgeben – was zusammen mit der Gesichtsmaske ein eulenartiges Aussehen hervorruft. Die Ohren sind klein und teilweise im Fell verborgen.
Mit einer Körperlänge von 30 bis 45 cm und einem Gewicht von 600 bis 1200 g sind Wollmakis die kleinsten Vertreter ihrer Familie. Ihr Fell ist dicht und wollig und meist grau, die Gliedmaßen sind weiß und der lange Schwanz orange gefärbt. Sie haben einen runden Kopf mit kurzer Schnauze, die Ohren sind im Fell verborgen.

## Verbreitung und Lebensraum
Wie alle Lemuren kommen Wollmakis nur auf Madagaskar vor. Sie bewohnen sowohl die Trockenwälder im Westen als auch die Regenwälder im Osten der Insel und sind oft häufiger in Sekundärwäldern zu finden.

## Lebensweise und Ernährung
Im Gegensatz zu den übrigen Indriartigen sind die Wollmakis nachtaktiv, gehen aber im Gegensatz zu den anderen nachtaktiven Lemuren gemeinschaftlich auf Nahrungssuche. Sie halten sich meist auf den Bäumen auf, wo sie sich senkrecht kletternd und springend fortbewegen. Tagsüber schlafen sie nahe zusammengedrängt im Geäst oder auf Astgabeln, im Gegensatz zu anderen nachtaktiven Lemuren suchen sie keine Baumhöhlen auf und errichten keine Blätternester.
Sie leben in Familiengruppen, die sich aus einem ausgewachsenen, monogamen Paar und den gemeinsamen Nachwuchs zusammensetzen und bis zu fünf Tiere umfassen können. Es sind territoriale Tiere, die Reviere umfassen rund 1 bis 2 Hektar und werden mit Rufen gegenüber anderen Gruppen markiert.
Wollmakis ernähren sich in erster Linie von Blättern, in geringem Ausmaß nehmen sie auch Früchte, Knospen und anderes pflanzliches Material zu sich. Wie viele andere blätterfressende Säugetiere brauchen sie lange Ruhepausen, um den niedrigen Nährwert ihrer Nahrung zu kompensieren. Der Nahrungskonkurrenz zu den häufig sympatrisch auftretenden Wieselmakis gehen sie dadurch aus dem Weg, dass sie seltener auftretende Pflanzenarten fressen, deren Standorte sie sich offensichtlich merken und die auch verteidigt werden.

## Fortpflanzung
Die Paarung erfolgt im April oder Mai, im September oder Oktober bringt das Weibchen meist ein einzelnes Jungtier zur Welt. Dieses wird von der Mutter während ihrer Streifzüge mitgetragen und nicht an einer geschützten Stelle abgelegt. Nach rund sechs Monaten wird das Junge entwöhnt, nach einem bis zwei Jahren verlässt es seine Geburtsgruppe.

## Gefährdung
Die Hauptbedrohung der Wollmakis stellt die Zerstörung der Regenwälder dar, gebietsweise werden sie auch bejagt. Im Gegensatz zu vielen anderen Primaten lassen sie sich nicht gut in menschlicher Gefangenschaft halten. Für viele der neu beschriebenen Arten sind aber noch keine genauen Daten verfügbar.

## Systematik
Die Wollmakis bilden zusammen mit den Sifakas (Propithecus), dem Indri (Indri indri) und einigen ausgestorbenen Gruppen die Familie der Indriartigen. Deutliche Unterschiede in der Lebensweise zu anderen nachtaktiven Lemuren deuten darauf hin, dass sie sekundär nachtaktiv sind, sich also aus tagaktiven Vorfahren entwickelt haben.
Die Anzahl der bekannten Arten hat sich in den letzten Jahren explosionsartig erhöht. Derzeit werden neun Arten unterschieden (nach Mittermeier et al., 2008):
- Betsileo-Wollmaki (Avahi betsileo)
- Cleese-Wollmaki (Avahi cleesei)
- Peyrieras-Wollmaki (Avahi peyrierasi)
- Östlicher Wollmaki (Avahi laniger)
- Südlicher Wollmaki (Avahi meridionalis)
- Moore-Wollmaki (Avahi mooreorum)
- Westlicher Wollmaki (Avahi occidentalis)
- Ramanantsoavana-Wollmaki (Avahi ramanantsoavani)
- Nordwestlicher Wollmaki oder Sambirano-Wollmaki (Avahi unicolor)

Die drei erstgenannten Arten leben in den Trockenwäldern der Westküste, die übrigen Arten in den Regenwäldern der Ostküste. Generell sind die Tiere der Ostküste etwas größer und rötlicher gefärbt als die Tiere der Westküste.